# スーパーマンの呪い
スーパーマンの呪い（スーパーマンののろい、英: Superman curse）は、様々なメディアにおいて『スーパーマン』の派生作品に関わった俳優やスタッフの身の上に降りかかった、一連の災厄を指す言葉である。この用語は、特に映画やテレビドラマにおいてスーパーマン役を演じた俳優の不幸に対して使われる。

## 概要
スーパーマン役を演じた俳優ジョージ・リーヴスとクリストファー・リーヴの身の上に起こった有名な災厄により、スーパーマンの呪いはポップ・カルチャーの間である程度広く知られている。別の情報源は、バド・コリヤーやテリー・ハッチャーなど複数の俳優がスーパーマン作品と関わった後に成功を収めている事実や、個々の「呪い」はそれが起こった分野で起こりがちな災厄であることを理由に、スーパーマンの呪いの存在を否定している。にもかかわらず、このジンクスは多数の映画俳優の間で真剣に受け止められており、幾人かは数百万ドルの出演料を提示されても新作のスーパーマン映画への出演を断った。

### 実例
- 原作者のジェリー・シーゲルと作画家のジョー・シャスターにより、1930年に『スーパーマン』が生み出されたが、『スーパーマン』の著作権は彼らの雇用主であるDCコミックスが持っていた。1946年に、2人の作者は自分たちに正当な利益配分が行われていないことを理由に、ニューヨーク州の裁判所においてDCを提訴した。これに対し、裁判所は2人への配分として、それぞれ6万ドルしか認めなかった。これは『スーパーマン』のコミック・ブック、映画、テレビドラマ、関連商品が上げていた数百万ドルの売り上げにとっては、端金に等しい金額であった。1975年に、シーゲルとシャスターによって開始され、多数の有名なコミック作家が加わったキャンペーンを受けて、DCは2人に毎年3万5000ドルの終身年金を支払い、あらゆる『スーパーマン』の派生作品に2人の名前を表記することを認めた。シーゲルとシャスターは『スーパーマン』によりコミック・ファンダムの間で高い名声を得たが、どちらも『スーパーマン』以降はいかなる名作コミックも生み出すことはなかった。「スーパーマンの呪い」の信奉者の中には、シーゲルとシャスターの自分たちに対する不公正への怒りにより「スーパーマンの呪い」が生み出されたのだと主張する者もいる。
- マックス・フライシャーとデイブ・フライシャーは、『ポパイ』、『ベティ・ブープ』、そしてアニメ映画『スーパーマン』を制作したフライシャー・スタジオの創設者である。『スーパーマン』を制作した直後からフライシャー兄弟は互いに反目し合うようになり、財政難に陥ったフライシャー・スタジオはパラマウント映画により買収されることになった。パラマウントはフライシャー兄弟を解雇して、彼らの会社をフェイマス・スタジオと改名した。デイブ・フライシャーはユニバーサル・スタジオで特殊効果撮影のアドバイザーとしてキャリアを積み続けたが、マックスはテレビや映画産業関係者のための養老院であるモーション・ピクチャー・アンド・テレビジョン・カントリーハウス・アンド・ホスピタルで、貧困のうちに亡くなった。
- カーク・エイリンは1940年代に2作品の低予算シリーズでスーパーマン役を演じたが、それ以降役が付かなかった。一説では、スーパーマンのイメージが付き過ぎたエイリンを、配役担当責任者が起用するのを嫌ったためであるとも言われている。最終的にエイリンはアリゾナ州で引退した。
- ジョージ・リーヴスは1951年の映画『スーパーマンと地底人間』と、続いて連続テレビドラマ『スーパーマンの冒険』でスーパーマン役を演じたが、その後、エイリンと同様にスーパーマンのイメージが強く付きまとったため、他の役が付かなくなった。結婚を数日後に控えた1959年6月16日、自宅でショットガンによる射殺死体となっているところを発見された。リーヴスの死は自殺と見なす説が有力であるが、他殺説もある。
- 1963年、アメリカ合衆国大統領ジョン・F・ケネディのスタッフは、翌年4月発売予定の『スーパーマン』に大統領を登場させることを承認した。11月22日にケネディは暗殺され、後任のリンドン・ジョンソンの要請により、DCは描き直された版を出版した[2]。
- 1983年の映画『スーパーマンIII』で、最初はスーパーマンと敵対するが、後に協力するようになる天才プログラマーの役を演じた喜劇俳優のリチャード・プライヤーは、その3年後に多発性硬化症に冒されていることが公表された。2005年12月10日に心臓発作により死亡した。
- 映画『スーパーマンII』（1980年）と『スーパーマンIII』（1983年）の監督であるリチャード・レスター[3]は、1989年の映画『新・三銃士/華麗なる勇者の冒険』の撮影中に起きたロイ・キニアの事故死[4]に衝撃を受け、監督を廃業した。
- 映画『スーパーマン』（1978年）でスーパーマンの生物学上の父親であるジョー・エル役を演じたマーロン・ブランドは、後の人生で様々な個人的悲劇に遭遇している。
  - 1990年5月、ブランドの長男クリスチャンは、ビバリーヒルズのブランド一家の自宅で、自分の異母妹の恋人を射殺した。クリスチャンはこの出来事が事故であると主張した。世間の注目を集めた審議の中で、クリスチャンは故殺による有罪の判決を受け、懲役10年の刑を宣告された。
  - さらに1995年、ブランドの娘は恋人の死から立ち直れずに、首を吊って自殺した。この時、彼女はまだ25歳であった。
  - ブランドの悪名や波乱に満ちた家庭生活、ハリウッドからの隠遁、そして彼の肥満は後年周囲の注目を集めた。2004年7月1日、ブランドは80歳で死亡した。弁護士によるプライバシー問題の申し立てにより死因の公表は差し控えられたが、後に肺線維症による肺疾患であることが明らかにされた。ブランドはまた、肝臓癌、慢性心不全、そして失明の原因となった糖尿病にも悩まされていた。
- 1988年から1992年まで放送されたテレビドラマ『スーパーボーイ』で主演を務めたジョン・ヘイムズ・ニュートンとジェラルド・クリストファーは、どちらも各々の主演期間が終わった後に芸能界から消えた。同様の出来事が、同番組でスーパーボーイの恋人であるラナ・ラング役を演じたステイシー・ハイダックの身にも起こっている。
- 1978年の映画『スーパーマン』でスーパーマンの赤ん坊時代を演じたリー・クイグリーは、1991年3月に有機溶媒の吸入により14歳で亡くなった。
- 1980年代の映画『スーパーマン』4部作でスーパーマン役を演じたクリストファー・リーヴは、1995年にクロスカントリー競技中に落馬して首を骨折し、半身不随となった。2004年10月10日に、リーヴは健康状態に起因する心臓発作により亡くなった。
- スーパーマンの恋人ロイス・レーンとしてリーヴの相手役を務めたマーゴット・キダーは、激しい双極性障害に陥り、1996年4月に数日間失踪した後に、偏執症の発作を起こしている状態で警察に保護された[5]。キダーは2018年5月13日に69歳で死去したが、後に死因がアルコール及び薬物の過剰摂取による自殺であったことが公表された。
- 1987年の映画『スーパーマンIV 最強の敵』で準主役を演じたマリエル・ヘミングウェイの姉マーゴは、祖父であるアーネスト・ヘミングウェイが自殺したのと同じ日付である1996年7月2日に死体で発見された。マーゴは抗不安薬の過剰服用を行っており、その死は自殺であるとの説が有力であるが、マリエルはこの見解に反論している。
- 同『スーパーマンIV 最強の敵』（1987年）は財政上多くの問題を抱えたキャノン・フィルムズの命運を賭けた映画で、報道でも『制作陣は歴史的ヒットを狙わずにはおられません[6]』とされた。だがクリストファー・リーヴ主演作の『スーパーマン』としては初めて興行収入が製作費に届かず完全に赤字[7]となり、キャノンの倒産が確定した[8]。
- 1993年のテレビシリーズ『新スーパーマン』でクラーク・ケントとロイス・レーンの上司ペリー・ホワイトを演じたレイン・スミスは、2005年4月に筋萎縮性側索硬化症であるとの診断を受け、2005年6月13日に病死した。
- スーパーマン映画で悪役を演じた俳優が、スーパーマンの呪いの影響を受けていない事実は注目に値する。スーパーマンの宿敵である悪の科学者レックス・ルーサーを演じたジーン・ハックマンや『スーパーマン』と『スーパーマンII』でクリプトン星を追放された悪人であるゾッド将軍を演じたテレンス・スタンプが（身内や関係者の死を別にすれば）大きな不幸に直面したというような情報はない。ただしハックマンは1990年に心臓発作を起こしていて、引退を考えていたという[9]。